# Cappuccino

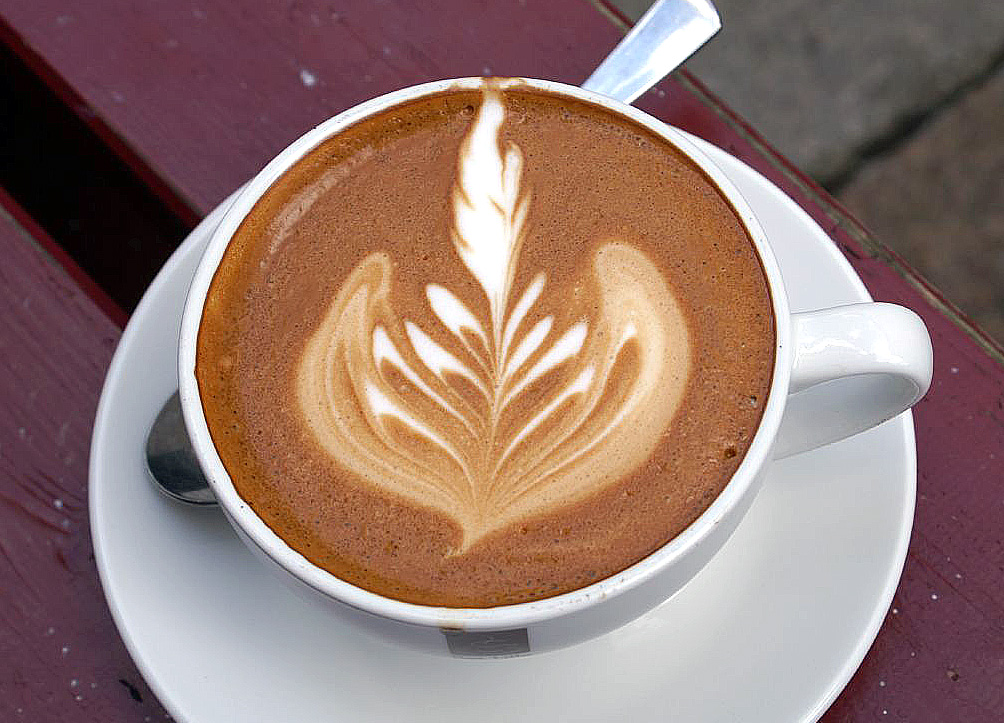
Cappuccino

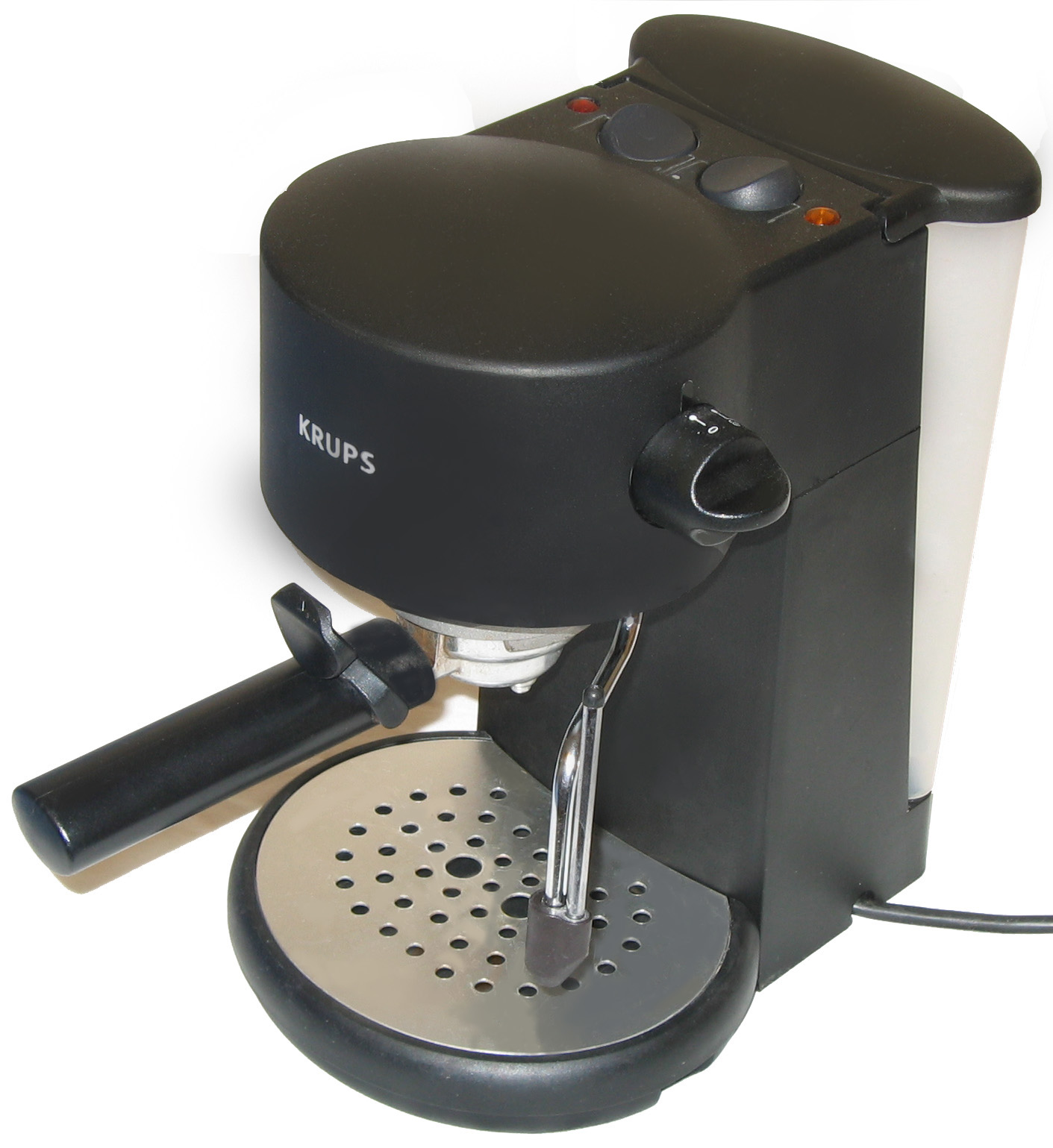
En typisk espressomaskin, med vilken man kan tillreda en cappuccino.

Cappuccino är en kaffedryck gjord på lika delar espresso, ångad mjölk och mjölkskum. Cappuccino är en populär frukostdryck i Italien.
Cappuccino Scuro av ordet scuro (mörk på italienska) är en starkare variant av cappuccino och är nästintill en blandning av caffè macchiato och cappuccino, chiaro som betyder ljus är en cappuccino med mer mjölk och mindre kaffe. Cappuccino freddo är en cappuccino med is. Om man beställer cappuccino con panna får man en cappuccino med vispgrädde. Det finns även regionala variationer som kan ställa till det för den oinsatte. Om man t.ex. beställer en cappuccino i Trieste blir man vanligen serverad en caffè macchiato.[källa behövs]
Namnet "cappuccino" kommer av likheten med den bruna färgen på kapucinmunkarnas ordensdräkt.
Kapucinmunkarnas har i sin tur fått sitt namn efter den karaktäristiska huvan, italienskans cappuccio, som ordensdräkten har.